# Козлов Єгор Геннадійович
Єго́р Генна́дійович Козло́в (14 липня 1996, Київ, Україна) — український актор.

## Життєпис
Народився у місті Києві 14 липня 1996 року.
У 2012 році вступає до київського «Коледжу культури і мистецтв» на спеціальність «Музичне мистецтво». Після його закінчення, у 2016 вступає на 3 курс до Київської муніципальної академії естрадного та циркового мистецтв на спеціальність «Естрадно-циркове мистецтво; розмовні жанри естради» (керівник Давид Бабаєв), яку закінчує у 2018 році.
У 2015 році Єгор Козлов дебютував у кіно, зігравши невелику роль у мелодрамі «Жереб долі». Згодом виконував епізодичні ролі в таких фільмах як «Черговий лікар», «Заповіт принцеси», «Пес» (3 сезон).
Улітку 2019 року отримав головну роль у молодіжному серіалі «Новенька», де зіграв Романа, старшокласника, що намагається впоратися із труднощами підліткового життя.

## Фільмографія
- 2022 — Обмін — Костя
- 2021 —З ким поведешся — Кирило
- 2020 — Встигнути все виправити — Влад
- 2019 — Новенька — Роман Журавський[6]
- 2019 — Сонячний листопад — епізод
- 2019 — Хлопчик мій! — Вася
- 2019 — Замок на піску — Максим
- 2019 — Інша — епізод
- 2019 — День сонця — Макс
- 2019 — Подвійне відображення — епізод
- 2018 — Чуже життя — Антон
- 2018 — У минулого в боргу — Віталій Ковальов
- 2018 — Сьомий гість — журналіст
- 2018 — Несолодка помста — Микола
- 2018 — Замкнене коло — Антон Шамрай
- 2017 — Секрет неприступної красуні — Артем
- 2017 — Пес-3 — друг Тимура
- 2017 — Ментівські війни. Одеса — син Євсеєнко
- 2017 — Заповіт принцеси — епізод
- 2017 — Виховання і вигул собак і чоловіків — Крістіан
- 2016—2019 — Черговий лікар — Віталій
- 2015 — Жереб долі — епізод